# Chlorophytum ruahense
Chlorophytum ruahense là một loài thực vật có hoa trong họ Măng tây. Loài này được Engl. mô tả khoa học đầu tiên năm 1900.